# 1986年4月24日月食
1986年4月24日月食为一次在协调世界时1986年4月24日出現的月全食。該次月食半影食分為2.187、全影食分為1.208。偏食維持了100分，全食維持32分。

## 概述
這次月食的食分是14.11，偏食維持了100分，全食維持32分。

## 基本參數
- 類型：月全食
- 食甚資料：
  - 日期：1986年4月24日
  - 時間：12:43
  - 月球位置：赤經14.11度、赤緯-13.2度
  - 食分：半影食分：2.187、全影食分：1.208
  - 持續時間：偏食100分、全食32分

## 外部連結
- NASA月食專頁（页面存档备份，存于）（英文）